# Roxförde
Roxförde ist ein Ortsteil der gleichnamigen Ortschaft der Hansestadt Gardelegen im Altmarkkreis Salzwedel in Sachsen-Anhalt.

## Geografie
Roxförde, ein Dorf mit Kirche, liegt etwa zwölf Kilometer östlich von Calvörde in der Colbitz-Letzlinger Heide an der Wanneweh sowie rund zehn Kilometer südlich der Gardelegener Altstadt in der Altmark.

## Geschichte

### Mittelalter bis Neuzeit
Roxförde war ursprünglich ein Rundplatzdorf. Erstmals erwähnt wurde das Dorf im Jahre 1400 als Rockesvorde. Die früher angenommene Ersterwähnung usque in paludem, que dicitur Rokesford aus dem Jahre 786 hat sich inzwischen als Fälschung herausgestellt.
Im Jahr 1986 fand die 1200-Jahr-Feier Roxfördes statt. Die ursprünglich im Jahre 2011 geplante 1225-Jahr-Feier wurde abgesagt, nachdem die Urkundenfälschung im Ortschaftsrat besprochen worden war.

### Eingemeindungen
Ursprünglich gehörte das Dorf zum Tangermündeschen Kreis der Mark Brandenburg in der Altmark. Zwischen 1807 und 1810 lag es im Stadtkanton Gardelegen auf dem Territorium des napoleonischen Königreichs Westphalen. Ab 1816 gehörte die Gemeinde zum Kreis Gardelegen, dem späteren Landkreis Gardelegen.
Ab dem 25. August 1952 gehörte die Gemeinde Roxförde zum Kreis Gardelegen. Am 1. Januar 1974 wurde die Gemeinde Roxförde nach Wannefeld eingemeindet. Ab dem 1. Juli 1989 war Roxförde durch die Ausgliederung aus Wannefeld wieder selbständig.
Durch einen Gebietsänderungsvertrag hat der Gemeinderat der Gemeinde Roxförde am 12. Mai 2009 beschlossen, dass die Gemeinde Roxförde in die Hansestadt Gardelegen eingemeindet wird. Dieser Vertrag wurde vom Landkreis als unterer Kommunalaufsichtsbehörde genehmigt und trat am 1. Januar 2010 in Kraft.
Nach Eingemeindung der bisher selbständigen Gemeinde Roxförde wurde Roxförde Ortsteil der Hansestadt Gardelegen. Für die eingemeindete Gemeinde wurde die Ortschaftsverfassung nach den §§ 86 ff. der Gemeindeordnung Sachsen-Anhalt eingeführt. Die eingemeindete Gemeinde Roxförde und künftige Ortsteil Roxförde wurde zur Ortschaft der aufnehmenden Hansestadt Gardelegen. In der eingemeindeten Gemeinde und nunmehrigen Ortschaft Roxförde wurde ein Ortschaftsrat mit anfangs acht, heute sechs Mitgliedern einschließlich Ortsbürgermeister gebildet.

### Einwohnerentwicklung
| Jahr | Einwohner |
| ---- | --------- |
| 1734 | 093       |
| 1772 | 051       |
| 1790 | 125       |
| 1798 | 138       |
| 1801 | 124       |
| 1818 | 124       |

| Jahr | Einwohner |
| ---- | --------- |
| 1840 | 264       |
| 1864 | 320       |
| 1871 | 318       |
| 1885 | 294       |
| 1892 | [00]297   |
| 1895 | 296       |

| Jahr | Einwohner |
| ---- | --------- |
| 1900 | [00]323   |
| 1905 | 326       |
| 1910 | [00]344   |
| 1925 | 346       |
| 1939 | 320       |
| 1946 | 485       |

| Jahr | Einwohner |
| ---- | --------- |
| 1964 | 303       |
| 1971 | 275       |
| 1993 | 253       |
| 2006 | 222       |
| 2012 | [00]222   |
| 2016 | 213       |

| Jahr | Einwohner |
| ---- | --------- |
| 2017 | 213       |
| 2021 | [0]202    |
| 2022 | [0]209    |

Quelle, wenn nicht angegeben, bis 2006:

## Religionen
Die evangelischen Christen aus Roxförde gehörten früher zur Pfarrei Roxförde. Die Pfarrstelle war seit 1964 unbesetzt und wurde 1999 aufgehoben. Heute gehört die Gemeinde zum Pfarrbereich Letzlingen im Kirchenkreis Salzwedel im Propstsprengel Stendal-Magdeburg der Evangelischen Kirche in Mitteldeutschland.
Die ältesten überlieferten Kirchenbücher stammen aus dem Jahre 1603.

## Politik

### Ortsbürgermeister
Ortsbürgermeisterin der Ortschaft ist Claudia Weis. Ihr Vorgänger war Ulf Müller, welcher frühzeitig zurücktrat.

### Ortschaftsrat
Bei der Ortschaftsratswahl am 26. Mai 2019 konnte die „Offene Liste Feuerwehr“ alle 6 Sitze erringen.

### Wappen
Blasonierung: In Gold ein schwarzer springender Eber mit roter Bewehrung vor einer grünen bewurzelten Eiche mit schwarzen Eicheln.
Im Jahre 1986 wurde anlässlich der 1200-Jahr-Feier von der Gemeinde ein Wappenbild entworfen, das jedoch in Schildform, Wappengrafik und Tingierung überarbeitet werden musste. Da sich dieses Wappenbild bereits etabliert hatte, beschloss der Gemeinderat, dass die Symbole in heraldisch korrekter Art ins neue Wappen aufgenommen werden. Eiche und Eber wurden von der Gemeinde gewählt, weil sie bis heute charakteristisch für Fauna und Flora der Region sind. Das Wappen wurde 1996 vom Magdeburger Kommunalheraldiker Jörg Mantzsch gestaltet.

## Kultur und Sehenswürdigkeiten

### Bauwerke
Sehenswert ist die Backsteinkirche des Dorfes mit der älteste Glocke Sachsen-Anhalts. Sie trägt die Jahreszahl 1505. Thomas Hartwig schreibt dazu: Franz Peter Schilling, Glockengießermeister aus Apolda, charakterisierte die Glocke als bedeutend, da deutsche Inschriften auf vorreformatorischen Glocken nicht häufig sind. Die formvollendeten gotischen Minuskeln können nur aus den Modellen des niederländischen Glockengießers Gerhard van Wou stammen, so Schilling in seiner Dokumentation. 1848 wurde die alte Kirche durch einen Brand zerstört. Ihr Turm wurde im Jahr 2008 saniert.

### Gedenkstätte
Neben dem Ortsfriedhof am südöstlichen Ortsausgang befindet sich eine Gedenkanlage. Dort wurden 23 unbekannte Häftlinge aus dem KZ Mittelbau-Dora beigesetzt, die SS-, Wehrmachts- und Volkssturmeinheiten im April 1945 vom Letzlinger Bahnhof auf einen Todesmarsch in Richtung Roxförde getrieben und ermordet hatten. Dieses nationalsozialistische Endphaseverbrechen stand im Zusammenhang mit dem Massaker von Gardelegen.

### Öffentliches Leben
Roxförde verfügt über eine Freiwillige Feuerwehr, die seit Jahren mit drei Mannschaften (Männer, Frauen und Jugend) erfolgreich und regelmäßig an Feuerwehrwettkämpfen teilnimmt.
Ein alljährliches Spektakel stellt auch das am ersten Wochenende im neuen Jahr stattfindende Wurstsingen dar.

## Persönlichkeiten
Der spätere Inspekteur der Marine, Ansgar Bethge, wurde in Roxförde geboren.